# Arnaldo Maccarone
Arnaldo Maccarone (Roccamonfina, 21 luglio 1909 – Roma, 20 settembre 1984) è stato un magistrato italiano.
È stato magistrato di Cassazione.
È stato eletto giudice della Corte costituzionale dai magistrati della Corte di cassazione il 25 giugno 1977 e ha giurato il 21 settembre 1977. È rimasto in carica fino al 20 settembre 1984, giorno della sua morte.